# 말레이시아한국국제학교
말레이시아한국국제학교는 말레이시아 세팡에 있는 말레이시아 유일의 한국학교이다. 현재 유치원과 초등학교 과정을 운영하고 있다. 학교교육과정의 기본은 한국교육과정으로, 캠브리지 교육과정(영어 과정 및 수학 과학 등)을 병행하여 운영하고 있다. 입학 기준은 부모님 중 최소한 한 분은 한국 국적자 이어야 하며, 특정 기준(학교 문의)을 따른다. 주로 한국에서 말레이시아의 국제학교에 입학하기전 적응기를 보내기 위한 학생들, 제대로 된 한국 교육과정을 받고 싶은 교민들, 타 말레이시아 국제학교에 다녔던 학생들을 주요 교육 대상으로 두고 있다.  
입학 상담은 해당 사이트에서 확인이 가능하다.  
한국 고유 문화교육을 중시하며 태권도, 사물놀이, 1인 1악기 교육을 중심으로 운영되고 있다.  
몽키아라 등 교민이 많은 지역에 스쿨버스를 운행하여 통학을 지원하고 있다. 
2023년 1학기 기준 초등 각 학년 한 개반씩 총 6개반과 유치원 1개 반으로, 총 7학급 42명의 학생들이 재학 중이다. 설립 후 졸업생은 17년 2명/18년 4명/19년 1명/20년 3명/21년  2명/ 22년  6명을 배출했다.

## 연혁
- 2016년 4월 12일 : 학교운영 승인 (대한민국 교육부)
- 2016년 9월 1일 : 개교
- 2017년 3월 1일: 2017학년도 1학기 개학
- 2017년 4월 7일 : 말레이시아한국국제학교 개교식
- 2017년 7월 20일 : 제1회 졸업식
- 2018년 7월 20일 : 제2회 졸업식
- 2019년 1월 18일 : 제3회 졸업식
- 2020년 1월 25일 : 제4회 졸업식
- 2021년 1월 19일 : 제5회 졸업식
- 2022년 1월 21일 : 제6회 졸업식
- 2022년 4월 6일 : 제5회 개교기념 행사
- 2022년 1월 20일: 제 7회 졸업식
- 2023년 8월 21일 3대 교장 이윤섭 취임